# Alexander Succar
Alexander Nasim Succar Cañote (ur. 12 sierpnia 1995 w Limie) – peruwiański piłkarz występujący na pozycji napastnika, obecnie zawodnik Universidadu San Martín.

## Kariera klubowa
Succar urodził się i wychowywał w stołecznej Limie, ze strony ojca posiada korzenie libańskie. Treningi piłkarskie rozpoczynał w osiedlowej drużynie Club Villa, skąd przeniósł się później do słynnej szkółki piłkarskiej Academia Cantolao (której wychowankami są między innymi Claudio Pizarro, Carlos Zambrano czy Daniel Chávez). W wieku szesnastu lat ze względu na różnicę zdań z trenerami i problemy rodzinne zdecydował się porzucić futbol; do czynnych treningów w Cantolao powrócił dopiero za namową wuja po ponad roku. W późniejszych miesiącach przebywał na trzymiesięcznych testach w niemieckim SC Freiburg, lecz ostatecznie w obliczu braku porozumienia między  klubem a agentem gracza do przenosin nie doszło. Podobna sytuacja miała miejsce w 2013 roku, kiedy to zawodnik podpisał przedwstępny kontrakt z brazylijskim Grêmio, lecz zrezygnował z niego ze względu na niezadowalające warunki umowy.
W styczniu 2014 Succar został ściągnięty przez Daniela Ahmeda – swojego byłego szkoleniowca z reprezentacji juniorskich – do prowadzonego przez niego stołecznego zespołu Sporting Cristal. Pierwszy mecz rozegrał w nim w marcu z Juan Aurich (1:5) w krajowym pucharze, zaś w peruwiańskiej Primera División zadebiutował 17 sierpnia 2014 w zremisowanym 1:1 spotkaniu z Cienciano. Już w swoim premierowym sezonie 2014 zdobył ze Sportingiem tytuł mistrza Peru, lecz pozostawał wyłącznie głębokim rezerwowym dla graczy takich jak Sergio Blanco, Irven Ávila czy Maximiliano Núñez. W kwietniu 2015 udał się na wypożyczenie do niżej notowanego CS Cienciano z miasta Cuzco, gdzie 1 maja w wygranej 4:2 konfrontacji z Leónem de Huánuco strzelił premierowego gola w pierwszej lidze. W Cienciano miał pewne miejsce w składzie, lecz na koniec sezonu 2015 spadł z nim do drugiej ligi.
Po powrocie do Sportingu, Succar zaczął notować regularniejsze występy, choć niemal wyłącznie w roli rezerwowego dla Santiago Silvy i Raya Sandovala. Wobec tego już po pół roku został wypożyczony do stołecznego CD Universidad San Martín de Porres, gdzie z miejsca został czołowym graczem ekipy i jednym z najskuteczniejszych graczy w lidze. W 2018 roku wypożyczono go do FC Sion.

## Kariera reprezentacyjna
W styczniu 2015 Succar został powołany przez Víctora Riverę do reprezentacji Peru U-20 na Mistrzostwa Ameryki Południowej U-20. Na urugwajskich boiskach był podstawowym zawodnikiem swojej ekipy i rozegrał osiem z dziewięciu możliwych spotkań (z czego wszystkie w wyjściowym składzie), strzelając cztery gole – w pierwszej rundzie dwa razy z Ekwadorem (2:0) i raz z Paragwajem (1:1) oraz w rundzie finałowej z Kolumbią (1:3). Mimo dobrego indywidualnego występu, jego kadra zajęła ostatecznie piąte miejsce, niepremiowane awansem na Mistrzostwa Świata U-20 w Nowej Zelandii.
W seniorskiej reprezentacji Peru Succar zadebiutował za kadencji selekcjonera Ricardo Gareki, 8 czerwca 2017 w wygranym 1:0 meczu towarzyskim z Paragwajem.